# Michał Machał
Michał Machał (ur. 9 września 1956 w Lipnicy Murowanej) – polski ksiądz, proboszcz parafii św. Józefa Oblubieńca NMP w Bierutowie w latach 1997 - 2001, sędzia Metropolitalnego Sądu Duchownego we Wrocławiu w 2003, postulator procesu kanonizacyjnego na etapie diecezjalnym ks. R. Spiskego w latach 1994-2000, autor publikacji książkowych.
Członek Polskiego Stowarzyszenia Kanonistów. Kanonik honorowy kolegiaty świętokrzyskiej we Wrocławiu.

## Wykształcenie
Ks. Michał Machał jest synem Franciszka i Ewy z domu Jarosz. Po ukończeniu Szkoły Podstawowej w Gosprzydowej rozpoczął naukę w Liceum Ogólnokształcącym w Brzesku-Okocimiu, którą ukończył egzaminem maturalnym w roku 1974. W tym samym roku wstąpił do Seminarium Duchownego we Wrocławiu. Święcenia kapłańskie otrzymał 17 maja 1980 r. Ukończył studia wyższe: Papieski Fakultet Teologiczny we Wrocławiu oraz studia na Wydziale Prawa Kanonicznego i Nauk Prawnych Katolickiego Uniwersytetu Lubelskiego (1984 - 1989). Studia na Katolickim Uniwersytecie Lubelskim zostały ukoronowane doktoratem z Prawa Kanonicznego i Nauk Prawnych. Obrona pracy doktorskiej miała miejsce 17 czerwca 1992 r.

## Chronologiczny przebieg posługi kapłańskiej
- Wikariusz parafii św. Trójcy w Legnicy - 1980-1984[2];
- Wikariusz parafii Opatrzności Bożej we Wrocławiu - 1984-1985;
- Wikariusz parafii śś. Jakuba i Krzysztofa we Wrocławiu - 1985-1988;
- Wikariusz parafii św. Maksymiliana we Wrocławiu - 1988;
- Kapelan Sióstr Jadwiżanek i notariusz Sądu Metropolitalnego we Wrocławiu - 1988-1992;
- Adiunkt na Papieskim Fakultecie Teologicznym we Wrocławiu oraz sędzia Metropolitalnego Sądu Duchownego we Wrocławiu - 1993;
- Proboszcz parafii św. Józefa Oblubieńca Najświętszej Maryi Panny w Bierutowie - 1997-2001;
- Postulator procesu kanonizacyjnego na etapie diecezjalnym ks. R. Spiskego - 1994-2000;
- Współpracownik relatora w Kongregacji Spraw Kanonizacyjnych, w procesie beatyfikacyjnym i kanonizacyjnym Sługi Bożego R. Spiskego - 2001.[1]

## Publikacje
Ks. Michał Machał jest autorem rozdziałów w pracach zbiorowych, czasopismach, m.in. "Nowym Życiu", "Słowie - Dzienniku Katolickim" oraz publikacji książkowych:
- Robert Spiske - wrocławski kandydat na ołtarze, (Wrocław 1992);
- Sprawa beatyfikacji Księdza Roberta Spiske (1821 - 1888); Studium kanoniczno - teologiczne, (Wrocław 1993).[1]